# 塔特·泰勒
塔特·泰勒（英語：Tate Taylor，1969年6月3日—）是一名美国男演员、编剧、电影制片人和导演。他知名於執導《寫出友共鳴》、《激樂人心》和《列車上的女孩》。

## 早年
他出生并成长于密西西比州的州府杰克逊。他是女作家Kathryn Stockett的好友。两人自入读幼儿园时就已认识。

## 生涯
他在纽约和洛杉矶工作了15年。
他曾导演过的电影有Pretty Ugly People，以及2011年的，本片是根据Kathryn Stockett写的小说《相助》（The Help）改编而成，小说出版于2009年2月，而早在2008年6月他就获得了电影改编权。

## 個人生活
塔特是一名已出櫃的男同志，目前居住在密西西比州的Wyolah种植园。

## 影視作品

### 導演
- 《Chicken Party（英语：Chicken Party）》（2003年，短片）
- 《當我們又在一起》（Pretty Ugly People，2008年）
- 《姊妹》（The Help，2011年）
- 《激樂人心（英语：Get on Up (film)）》（Get on Up，2014年）
- 《列車上的女孩》（The Girl on the Train，2016年）
- 《恐怖大媽》（Ma，2019年）
- 《追殺艾娃》（Ava，2020年）
- 《老娘演很大》（Breaking News in Yuba County，2021年）

### 演員
- 《Wannabe（英语：Wannabe (film)）》（2005年）
- 《冰封之心》（Winter's Bone，2010年）